# Воскобойников, Дмитрий Борисович
Дмитрий Борисович Воскобойников (род. 13 июля 1960, Москва) — российский журналист.

## Биография
Окончил факультет журналистики МГУ.
В 1982—1992 гг. сотрудник ТАСС, в том числе на протяжении пяти лет корреспондент в Великобритании.
С 1992 г. работает в информационном агентстве «Интерфакс»; с 1994 г. вице-президент, с 1997 г. исполнительный директор. В период с 2000 по 2005 гг, одновременно являлся главным редактором журнала «Европа», который издавался агентством «Интерфакс» по поручению Европейской Комиссии.
Член Совета по внешней и оборонной политике.
В последние годы Дмитрий Воскобойников приобрел известность как публицист, регулярно публикуясь в журнале «Огонек» и газете « Известия», а затем в качестве колумниста «Комсомольской правды». В 2012 году поступила в продажу первая книга автора — «Летопись ретрограда», сборник эссе и воспоминаний, выпущенный издательством «Художественная_литература». На презентации книги, состоявшейся в Центральном доме журналиста и собравшей немало известных журналистов и политиков, Примаков Евгений Максимович назвал «Летопись ретрограда» «образцом интеллектуальной журналистики».
В 2015 году вышла вторая книга Дмитрия — «В поисках утраченного будущего» с подзаголовком «Повесть о том, как русский, бразилец и англичанин на тот свет собрались». На встрече с читателями, состоявшейся в популярном московском книжном магазине «Библио-Глобус» автор объяснил, почему его новое произведение «преимущественно художественное» и почему история о похождениях трех друзей завершается многоточием…